# Fakfak
Fakfak ( [ˈFaʔfaʔ] ) è una città in Indonesia, capoluogo della reggenza di Fakfak. Al censimento del 2010 contava una popolazione di 12.566 abitanti. Ha un aeroporto, quello di Fakfak. È l'unica città della Papua occidentale con una presenza sia musulmana indiana che araba indonesiana.

## Storia
Il nome precedente dell'insediamento era Kapaur ed è ancora utilizzato dai biologi. Storicamente Fakfak fu una città portuale importante, essendo una delle poche città papuane che ebbe rapporti con il Sultanato di Ternate, essendone vincolata.  Il Sultanato in seguito concesse al governo coloniale olandese il permesso di stabilirsi in Papua, inclusa Fakfak.  Gli olandesi iniziarono gli insediamenti nella città nel 1898. La città ha ancora alcuni edifici coloniali rimasti da questa presenza olandese.
Il primo distaccamento giapponese sbarcò a Fakfak il 1 aprile 1942. Il piccolo Esercito Reale delle Indie Orientali Olandesi si arrese senza combattere e in seguito una piccola guarnigione di 67 uomini della ventiquattresima Unità Base Speciale occupò l'area e la utilizzò come base per idrovolanti. Tra l'aprile 1943 e l'ottobre 1944, la città fu attaccata più volte da bombardieri alleati. Le forze giapponesi occuparono la città fino alla fine della guerra nel settembre 1945.
Fakfak è oggi una città isolata, poco usata per l'importazione e l'esportazione di merci.

## Locazione
Fakfak si trova nella Papua occidentale, in Indonesia, sulla penisola di Bomberai, ai piedi delle montagne di Fakfak, vicino alla baia di Tambaruni .  Si trova in una zona con molte colline calcaree, fiumi e grotte. In quanto tali, le strade sono piene di curve.

## Popolazione
Fakfak ha una piccola comunità di arabi musulmani e indonesiani indiani, discendenti da commercianti giunti in Papua nel XIX secolo; questa minoranza di popolazione è diminuita di recente a causa della diminuzione del ruolo di Fakfak come città portuale. È l'unico posto nella Papua occidentale con una tale comunità.

## Cultura
C'è una filosofia popolare chiamata "Satu tungku tiga batu" che significa stufa / calderone con tre pietre / gambe. I gruppi etnici della zona chiamati Mbaham Matta Wuh erano soliti cucinare con tre pietre in modo che il fornello / calderone fosse stabile sopra di loro. La stufa simboleggia la vita, mentre le tre pietre simboleggiano Te, Io e Loro. Un altro detto per riflettere questo è "Ko, on, kno mi mbi du Qpona" che significa tu, io e loro siamo imparentati. Ciò costituisce una base per la tolleranza sociale nell'area poiché Fakfak è un'area a maggioranza musulmana pur avendo anche una considerevole minoranza cristiana. Qualunque sia la religione, le persone sono ancora legate tra loro. Questo è il motivo per cui Fakfak è noto per il suo multiculturalismo e tolleranza. Essendo storicamente sotto il controllo di Ternate, ma essendo situato in Papua, Fakfak è diviso tra essere filo-indonesiano o sostenere il Movimento Papua Libero.

## Turismo
Fakfak ha 1,5 chilometri di spiagge di sabbia bianca, situate a circa mezz'ora dal centro abitato. Nelle vicinanze ci sono anche pitture rupestri. Ha un aeroporto, l'aeroporto di Fakfak .